# Часовня Южные врата
Часовня Южные врата — архитектурное сооружение, которое планируют построить на набережной Ростова-на-Дону. Первый камень часовни был заложен летом 2016 года во время городского фестиваля.

## История
Для строительства часовни «Южные врата» на берегу ростовской набережной должны были быть внесены изменения в концессионное соглашение, которое было заключено в 2013 году на срок 32 года. Часовню построят вместо павильона. Ранее предполагалось, что на набережной построят пять кафе и сделают реконструкцию существующих пассажирских причалов, а между Соборным переулком и Газетным переулком должен был разместиться выставочный павильон, площадь которого — не меньше 750 квадратных метров.
В июле 2015 года появилась информация о том, что на ростовской набережной будет построена мемориальная часовня, которую назовут «Южные врата». Она должна стать завершающим этапом реконструкции пешеходной зоны, располагающейся по Соборному переулку вплоть до набережной.
В 2015 году стало известно, что часовня будет строиться в измененном виде. Будет заменен облицовочный материал.
Первый камень часовни был заложен в июле 2016 года во время фестиваля реки Дон. Строительством будет заниматься ООО «Донской причал» за собственные деньги. В 2016 году проект часовни согласовывался с Русской православной церковью.
Планируемый объект должен быть размером не больше 6 метров в длину и 6 метров в ширину, высотой не больше 14 метров. Проходы в направлениях север-юг и запад-восток должны быть сквозными. Архитектором проекта часовни Южные врата будет Ю. Я. Дворников.